# زائدة اشتقاق
زائدة الاشتقاق هي الزائدة التي تستعمل في اشتقاق الكلمات. خلافها زائدة التصريف، ذلك في أن الأولى تغير حكم الكلمة، من اسم إلى صفة مثلا، أما الثانية فلا.